# Autoroute A139 (France)
Pour les articles homonymes, voir Route 139.
L'autoroute A139 est une courte autoroute de trois kilomètres reliant la RN 138 et la rocade dite Sud III à l'autoroute A13 en direction de Paris, Vernon, Évreux.
Elle dessert notamment la ville de Rouen ainsi que la partie Sud-Ouest de son agglomération (Sotteville-lès-Rouen, Le Petit-Quevilly, Le Grand-Quevilly, Petit-Couronne, Grand-Couronne…).
Ouverte en 1970, elle fut numérotée autrefois A 930.
À l'avenir, il est prévu de fusionner cette autoroute avec l'A150 en reliant directement le pont Gustave-Flaubert avec la rocade sud N338.[réf. nécessaire]

## Son parcours

### A139
Section concédée à SANEF Paris Normandie et gratuite.
- Échangeur entre A13 et A139 :  Paris, Évreux, Oissel
- 1 Les Essarts : Les Essarts, Grand-Couronne, Zone Portuaire (de et vers l'A13 uniquement)
- Échangeur entre RN 138 et A139 : Caen (A13), Le Havre, Le Mans (A28), Grand-Couronne) (de et vers Rouen)
- L'A139 continue sur la N138, puis sur la N338

### RN 138 & RN 338
Section non-concédée gérée par la DIR Nord-Ouest et gratuite.
- Rouen - sud (RD 938) : Petit-Couronne, Saint-Étienne-du-Rouvray
- Petit-Couronne : Petit-Couronne - Les Docks
- Franklin Roosevelt : Le Grand-Quevilly
- Le Grand Quévilly : Le Grand-Quevilly
- Corneille : Le Petit-Quevilly
- Stalingrad : Le Petit-Quevilly
- La Motte (RN 1338) : A150 vers Le Havre et Dieppe, fin de la N338, entrée dans Rouen par le boulevard de l'Europe.

## Lieux sensibles
Vers Paris, de nombreux kilomètres de bouchons entre l'échangeur A139-A13 aux heures de pointe.

## Départements, régions traversées
- Région
  - Normandie

- Département
  - Seine-Maritime